# Даненберг, Евгений Евгеньевич
Евгений Евгеньевич Даненберг (4 декабря 1891 — 4 октября 1938) — командир 3-й Казанской стрелковой дивизии, 24-й Железной дивизии, 57-й стрелковой Уральской дивизии, 52-й стрелковой дивизии, комдив..

## Биография
Родился в Либаве, Курляндской губернии, немец по происхождению, мать — акушерка, отец — судья. В подростковом возрасте вместе с семьёй переехал в Санкт-Петербург, где окончил Реальное училище и один курс Сельскохозяйственных курсов. С 1912 года в царской армии. Окончил школу прапорщиков. Участник Первой мировой войны. Последнее звание в царской армии — подпоручик. Был дважды ранен и контужен. Член ПСР с 1908 года. Активно участвовал в окружных выборах в Учредительное собрание. В ВКП(б) не вступил и в послереволюционное время, оставаясь беспартийным.
Женился в 1921 году. Отец двух сыновей — Игоря и Евгения.
С 1919 года в Красной Армии. В 1921 году награждён орденом Красного знамени, являясь врио командира 80-го стрелкового полка. В 1922 году стал командиром 7-го стрелкового полка, год спустя командиром 3-й Казанской стрелковой дивизии.
С 1924 по 1929 — командир 24-й Железной дивизии.
В 1925 году окончил ВАК при Военной Академии Фрунзе. В 1929 — повторные ВАК.
Летом 1929 года вместе с командиром 1-го стрелкового корпуса М. В. Калмыковым, командующим Белорусским военным округом А. И. Егоровым и другими советскими военными был командирован на несколько месяцев в Германию для наблюдения за учениями Рейхсвера, где лично встречался с генералом-полковником Вильгельмом Хайе (Wilhelm Heye).
С 1930 по 1935 — командир 57-й стрелковой дивизии (Уральской). В 1933 году награждён орденом Красной звезды. Звание комдив получил 26 ноября 1935 года (приказ № 2494).
В 1935 принял командование 52-й стрелковой дивизией с дислокацией в районе Ярославля.
С февраля 1937 отправлен в Москву в распоряжение Управления по Начсоставу РККА.

## Репрессии
Арестован 11 июля 1937 года по подозрению в участии в военном заговоре и шпионской деятельности в пользу Германии. 4 октября 1938 года осуждён выездным судом ВК ВС по ст. 58-1б, 11. Фамилия Даненберга включена в Сталинские расстрельные списки 12 сентября 1938 года. Расстрелян в день суда в Селифонтово Ярославской области. В 1942 году старший сын Игорь выслан в Пермский край, где находился под надзором комендатуры как лицо немецкой национальности. Младший сын Евгений избежал участи брата в силу возраста.
3 октября 1957 Даненберг Е. Е. реабилитирован посмертно.